# Dawny Ogród Zoologiczny w Zielonej Górze
Dawny Ogród Zoologiczny w Zielonej Górze (dawne ZOO) – położony przy ul. Wyspiańskiego 21 w Zielonej Górze kompleks parkowy mieszczący do lat 70. XX wieku miejski ogród zoologiczny. Znajdują się tutaj pozostałości pawilonów dla zwierząt oraz dwa stawy. Zwiedzającym oferowano do obejrzenia dość powszechnie spotykane w ogrodach zoologicznych zwierzęta: m.in. muflony, kozy, owce, sarny. Na stawach pływało ptactwo wodne. 
W konsekwencji likwidacji ogrodu w Zielonej Górze zwierzęta trafiły m.in. do zoo w Nowym Tomyślu. W 2006 roku proponowano odbudowę ogrodu w innej lokalizacji, do czego jednak doszło dopiero w 2014, kiedy to otwarto Mini Zoo przy Ogrodzie Botanicznym.